# Jujube
Jujube (Ziziphus) er en slægt med flere end 100 arter, der er udbredt over hele kloden i de subtroperne og troperne. Det er stedsegrønne eller løvfældende, oprette eller krybende-klatrende buske eller små til mellemstore træer. Bladene har tre ribber, og de sidder modsat. Akselbladene er ofte omdannet til torne.
Blomsterne er samlet i små, kompakte stande, som sidder i bladhjørnerne. Bægeret er sammenvokset til en halvkugle, og kronbladene er små og oftest gule. Frugterne er stenfrugter.
Navnet på slægten Jujube må ikke forveksles med det næsten enslydende slægtsnavn, Jojoba.
| Beskrevne arter |

- Almindelig Jujube (Ziziphus jujube)
- Tornet Jujube (Ziziphus spina-christi)

| Andre arter |

| - Ziziphus angolito - Ziziphus apetala - Ziziphus celata - Ziziphus funiculosa - Ziziphus horrida - Ziziphus joazeiro - Ziziphus lotus - Ziziphus mauritiana - Ziziphus melastomoides - Ziziphus mexicana - Ziziphus mistol | - Ziziphus mucronata - Ziziphus nummularia - Ziziphus obtusifolia - Ziziphus oenoplia - Ziziphus oxyphylla - Ziziphus rugosa - Ziziphus saeri - Ziziphus talanai - Ziziphus trinervia - Ziziphus xylopyrus |